# Списак округа Флориде
У држави Флорида постоји 67 округа. Флорида је постала део територије САД 1821. године, а постала је 27. држава САД 1845. године.
Називи округа Флориде осликавају њено разноврсно културно наслеђе. Неки су названи по имену по политичким вођама и шпанским истраживачима, означавајући утицај шпанске владавине, док су други добили имена шпанских светаца, индијанских назива и политичких лидера Сједињених Америчких Држава. Природне карактеристике региона, укључујући реке, језера и биљни свет су често коришћени као називи округа на Флориди.
Подаци о становништву су засновани на попису становништва САД из 2010. године. Флорида има 18.801.310 становника, што представља повећање од 17,6% у односу на 2000. годину. Просечна популација у окрузима Флориде је 280.616; Мајами-Дејд је најнасељенији (2.662.874), а округ Либерти има најмањи број становника (8.365). Просечна површина по округу износи 2.085 km². Највећи округ по површини је Палм Бич (5.268 km²), а најмањи је округ Јунион (622 km²).

## Окрузи
| Округ               |
| ------------------- |
| Округ Џеферсон      |
| Округ Вашингтон     |
| Округ Дувал         |
| Округ Мајами-Дејд   |
| Округ Мартин        |
| Округ Јунион        |
| Округ Џексон        |
| Округ Алачуа        |
| Округ Беј           |
| Округ Бејкер        |
| Округ Брадфорд      |
| Округ Брауард       |
| Округ Бревард       |
| Округ Вокала        |
| Округ Волтон        |
| Округ Волуша        |
| Округ Гадсден       |
| Округ Галф          |
| Округ Гилкрист      |
| Округ Глејдс        |
| Округ Десото        |
| Округ Дикси         |
| Округ Ескамбија     |
| Округ Индијан Ривер |
| Округ Калхун        |
| Округ Клеј          |
| Округ Коламбија     |
| Округ Колијер       |
| Округ Лафејет       |
| Округ Лејк          |
| Округ Ли            |
| Округ Либерти       |
| Округ Ливи          |
| Округ Лион          |
| Округ Манати        |
| Округ Марион        |
| Округ Медисон       |
| Округ Монро         |
| Округ Насо          |
| Округ Окалуса       |
| Округ Окичоби       |
| Округ Оринџ         |
| Округ Осиола        |
| Округ Палм Бич      |
| Округ Паско         |
| Округ Патнам        |
| Округ Пинелас       |
| Округ Полк          |
| Округ Самтер        |
| Округ Санта Роса    |
| Округ Сарасота      |
| Округ Семинол       |
| Округ Сент Џонс     |
| Округ Сент Луси     |
| Округ Ситрус        |
| Округ Сувони        |
| Округ Тејлор        |
| Округ Флаглер       |
| Округ Френклин      |
| Округ Хајландс      |
| Округ Хамилтон      |
| Округ Харди         |
| Округ Хендри        |
| Округ Хернандо      |
| Округ Хилсборо      |
| Округ Хоумс         |
| Округ Шарлот        |